# Moskvá (1967)
El Moskvá fue un crucero portahelicópteros construido para la Armada Soviética en la década de 1960. Formó, junto a su gemelo Leningrad, la serie del Proyecto 1123 Kondor.

## Construcción y características

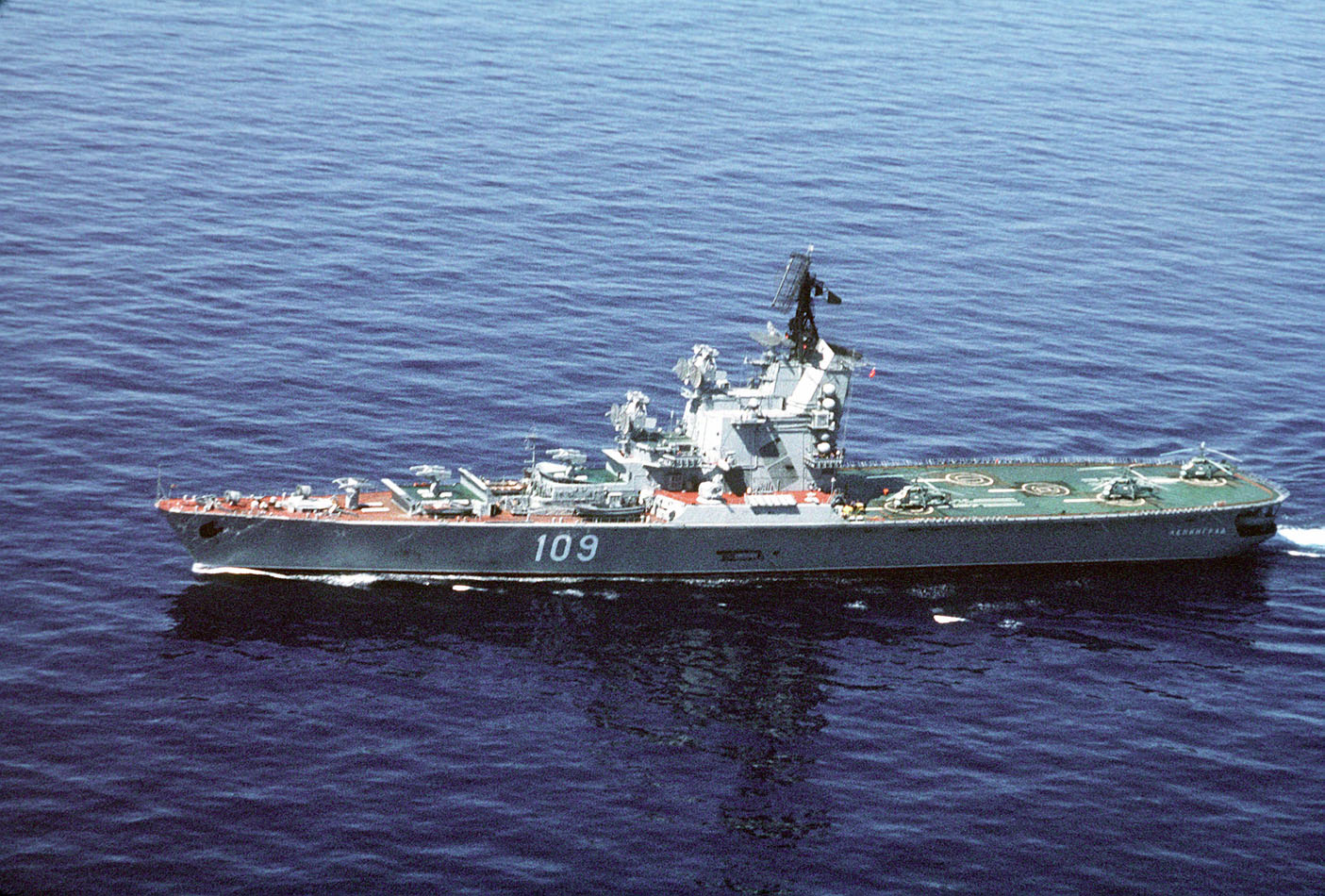
Vista de babor del Leningrad, gemelo del Moskvá.

Su construcción fue llevada a cabo por el Astillero del Mar Negro. Fue puesto en grada el 15 de diciembre de 1962, botado el 14 de enero de 1965 y puesto en servicio el 25 de diciembre de 1967.
Siendo un buque de grandes dimensiones, tenía una eslora de 189 m, una manga de 23 m y un calado de 13 m, con un desplazamiento estándar de 14 590 t. Estaba propulsado por dos turbinas de engranajes de 100 000 shp de potencia, que permitían al Moskvá alcanzar los 31 nudos de velocidad.
Su armamento consistía en dos lanzamisiles dobles antiaéreos SA-N-3, dos cañones dobles de 57 mm de calibre, un lanzamisiles doble antisubmarino SUW-N-1 y dos lanzacohetes RBU-6000 de doce bocas cada uno. También cargó diez tubos lanzatorpedos de calibre 533 mm, todos retirados a mediados de los años setenta.
El Moskvá embarcaba un total de entre 14 y 20 helicópteros Ka-25 de lucha antisubmarina.

## Servicio
El Moskvá entró al mar Mediterráneo en siete ocasiones, y, en dos de ellas, salió al océano Atlántico.
El 2 de febrero de 1975, sufrió un incendio que dañó gravemente sus compartimentos. La causa fue un cortocircuito producido en los generadores de electricidad. Después de siete horas, la Armada acabó con el fuego y tuvo que lamentar la muerte de tres tripulantes.
Causó baja el 14 de julio de 1996 y terminó desguazado.